# Парикмахерша и чудовище
«Парикмахерша и чудовище» (англ. The Beautician and the Beast) — американский комедийный кинофильм, режиссёра Кена Куописа, с Фрэн Дрешер и Тимоти Далтоном в главных ролях. Премьера фильма состоялась 7 февраля 1997 года и вызвал в целом негативные отзывы. Критики оценили сценарии фильма как более подходящую для ситкома, а не художественного фильма, и назвали ее плохим примером жанра романтической комедии. Дрешер и Далтон получили смешанные отзывы за свои роли; Дрешер была номинирована на премию Золотая малина за худшую женскую роль. Парикмахерша и чудовище стал кассовым провалом собрав в прокате 11,5 миллиона долларов при бюджете в 16 миллионов долларов.

## Сюжет
Обаятельная парикмахерша из Нью-Йорка Джой Миллер получает неожиданное предложение стать учительницей для детей Бориса Поченко — диктатора небольшой восточноевропейской страны Словеции. Джой не обладает широкими академическими знаниями, зато имеет богатый жизненный опыт и готова помочь советом не только своим подопечным, но и их отцу. Под влиянием яркой и остроумной женщины мрачный вдовец и жёсткий руководитель начинает осознавать необходимость перемен в стране и в своей собственной жизни.

## В ролях
- Фрэн Дрешер — Джой Миллер
- Тимоти Далтон — президент-диктатор Борис Поченко
- Иэн Макнис — Ильяско Грушинский (Айра)
- Патрик Малахайд — Леонид Кляйст
- Лиза Джейкаб — Катрина Поченко
- Хизер Делоач (Heather DeLoach) — Маша Поченко
- Адам Лаворна (Adam LaVorgna) — Карл Поченко
- Майкл Лернер — Джерри Миллер (отец Джой)
- Филлис Ньюман (Phyllis Newman) — Джуди Миллер (мать Джой)
- Тимоти Даулинг — Александр Гурко
- Тамара Мелло — Консуэла
- Стивен Маркус — Иван (массажист)
- Винсент Скьявелли — тюремный охранник

## Критика
Фильм получил негативные отзывы от критиков, а Фрэн Дрешер была номинирована на антипремию «Золотая малина» (1998) за худшую женскую роль.

## Работа над фильмом
Фильм был снят в Беверли-Хиллз, Лос-Анджелесе, Праге и замке Сихров в чешском муниципалитете Сихров.